# Marino (Olaszország)
Marino település Olaszországban, Lazio régióban, Róma megyében. Lakosainak száma 46 347 fő (2023. január 1.). Marino Rocca di Papa, Castel Gandolfo, Grottaferrata, Róma és Ciampino községekkel határos.

## Népesség
A település lakossága az elmúlt években az alábbi módon változott:
| Lakosok száma | 42 575 | 44 472 | 46 347 |
|               | 2015   | 2018   | 2023   |